# 小行星7002
小行星7002（7002 Bronshten）是一颗绕太阳运转的小行星，为火星轨道穿越小行星。该小行星于1971年7月26日发现。

## 轨道参数
小行星7002的轨道半长轴为2.3570823 UA，离心率为0.334。